# Шкала Баллінґа
Шкала Баллінґа — призначена для вимірювання вмісту цукру в пивоварному суслі. Виражається в так званих «градусах Баллінґа» (°Blg).
Назва отримана за іменем чеського хіміка Карела Наполеона Баллінґа, що вивчав процеси бродіння і створив власний пристрій (цукрометр) для вимірювання концентрації цукру у розчині.

## Характеристика
Один градус Баллінга відповідає 1 граму цукрові на 100 грамів розчину при температурі 17.5 °C. При розрахунках використовується формула:
{\displaystyle ^{\circ }Blg={\frac {(G-1)\cdot 266}{G}}}
де G — питома вага цукрового розчину

## Історія
У 1843 році богемський хімік Карел Баллінґ розробляє ареометр для вимірювання концентрації розчину сахарози і запропоновує метод розрахунку співвідношення між питомою вагою сахарози та відсотковим екстрактом сусла. Протягом 19 століття в пивоварінні спосіб Баллінґа набув популярності і став загальноприйнятим у використанні пивоварами для визначення алкоголю за первісною щільністю сусла шляхом прямого вимірювання ваги цукру в пивному розчині.
У теперішньому часі поодиноко використовується, і насамперед лише у виноробстві, а в пивоварінні замінений вдосконаленими способами за шкалою Брікса та Плато.